# 정수창
정수창(鄭壽昌, 1919년 8월 21일, 경북 영덕 ~ 1999년 10월 24일)은 대한민국의 기업인이다.

## 생애
경북고등학교의 전신인 대구고등보통학교와 서울대학교 상과대학의 전신 중 하나인 경성고상을 졸업한 뒤 1941년 만주의 흥업은행에 취업했다.
광복 후 귀국하여 서울에서 박두병에게 발탁되었고, 적산 기업으로 인수된 동양맥주에 입사했다. 이때 정수창이 미군정과의 대화에 필요한 영어 실력을 갖추고 있었기 때문이라는 일화가 있다. 1965년부터 4년 동안은 잠시 삼성그룹에서 근무하기도 했다.
1969년 동양맥주 사장에 오르면서 전문경영인으로 활동했다. 1977년부터 1981년까지, 그리고 1991년부터 1993년까지 두 차례 두산그룹 회장을 지냈다. 정수창은 평사원으로 입사한 뒤 전문경영인을 거쳐 그룹 회장이 된 경우였기에, 세습 경영이 일반화된 상황에서 화제가 되기도 했다. 1980년부터 1988년까지 대한상공회의소 회장도 역임했다.
고교 동창인 신현확, 김준성과 함께 대구경북 인맥의 대부를 의미하는 "TK 대부"로 꼽혔으나, 1980년 국가보위입법회의 입법의원을 지내고 민주정의당과 민주자유당 후원회장을 맡은 것 외에는 정치에 직접 참여하지 않았다.

## 참고자료
- “어제 별세 정수창 前상의.두산회장”. 경향신문. 1999년 10월 25일. 12면면. 2008년 2월 25일에 확인함.[깨진 링크(과거 내용 찾기)]
- “정수창 전 대한상공회의소 회장 별세”. 세계일보. 1999년 10월 25일. 21면면. 2016년 3월 10일에 원본 문서에서 보존된 문서. 2008년 2월 25일에 확인함.

| 전임 박두병 | 제2대 두산그룹 회장 1977년 ~ 1981년 | 후임 박용곤 |

| 전임 박용곤 | 제4대 두산그룹 회장 1991년 ~ 1993년 | 후임 박용곤 |